# 14 (liczba)
14 (czternaście) – liczba naturalna następująca po 13 i poprzedzająca 15.
Warunek podzielności zapisanej w systemie dziesiętnym liczby przez 14 to, aby była podzielna zarówno przez 2, jak i przez 7.

## Liczba 14 w nauce
- liczba atomowa krzemu
- obiekt na niebie Messier 14
- galaktyka NGC 14
- planetoida (14) Irene

## Liczba 14 w kulturze
- Czternaście bajek z Królestwa Lailonii Leszka Kołakowskiego – cykl filmów animowanych zrealizowanych na podstawie zbioru filozoficznych przypowieści pt. 13 bajek z królestwa Lailonii dla dużych i małych, autorstwa Leszka Kołakowskiego
- Dziewczyna i chłopak, czyli heca na 14 fajerek – powieść Hanny Ożogowskiej
- czternaście słów – symbol zdania o rasistowskiej treści, używany przez neonazistów
- 14 lipca przypada święto narodowe we Francji (dzień zdobycia Bastylii)
- Droga krzyżowa posiada 14 stacji